# محوطه ژیر تنگ خیاط
محوطه ژیر تنگ خیاط در شهرستان سلسله (الشتر)، بخش فیروزآباد، دهستان فیروزآباد، روستای ژیرتگ خیاط واقع شده و این اثر در تاریخ ۳۰ بهمن ۱۳۸۶ با شمارهٔ ثبت ۲۱۱۲۴ به‌عنوان یکی از آثار ملی ایران به ثبت رسیده است.